# 뉴스센터 9시
《뉴스센터 9시》(ニュースセンター9時)는 1974년 4월부터 1988년 3월까지 평일 NHK에서 방영된 뉴스 프로그램이다.
방송 이후에는 영어《NEWS CENTER 9》을 줄린《NC9》(엔씨 나인)라는 제목이 사용되었다.

## 같이 보기
- NHK 뉴스